# Landrath Küster
Pour les articles homonymes, voir Kuster.
Le voilier allemand Landrath Küster, à l'identification de voile HF 231 est le plus ancien hochseekutter de la région de Hambourg. Il appartient à la Stiftung Hamburg Maritim (Fondation maritime de Hambourg) .

## Histoire
Le Landrath Küster est réalisé en trois mois sur le chantier naval de Hinrich Sietas à Cranz (Hambourg) et livré le 26 mars 1889 à ses clients. C'est un cotre de pêche à coque bois à l'origine. Le 7 juin 1901, il est immatriculé HF 231 (HF pour Hamburg Finkenwärder).
Après de nombreux changements de propriétaire, le Landrath Küste fut exploité de 1926 à 1958 par le pêcheur Rudolf Joh H. Reimers de Finkenwerder. Afin de pêcher en hiver sur la mer du Nord, le navire fut équipé d'un premier moteur auxiliaire et d'une timonerie. Dans les années de guerre 1939 à 1945, le bateau a été utilisé par la Kriegsmarine. Le HF 231 a été utilisé en mer Baltique et plus tard sur la côte de la Manche pour la récupération des mines. Lors de cette conversion, le mât en bois a été enlevé. Peu de temps après la guerre, un moteur diesel MaK à 3 cylindres de 90 cv a été installé en 1957, puis d'un Deutz diesel de 120 cv.
Sous la houlette de son futur propriétaire, Hans Brodersen, qui enregistra le bateau en 1960 à Cuxhaven sous le numéro NC 440, il redevint un navire de pêche actif jusqu'en 1970. Le gouvernement fédéral a payé en 1970 pour sa mise au rebut et son retrait de la pêche commerciale.

### Navire traditionnel
Après son retrait, le Landrath Küster a été racheté par la Deutsche Marine-Jugend e.V. , sous le nom de Freddy Quinn. Il a ensuite pris le nom de Phoenix et a ensuite été revendu aux Pays-Bas.
Le transporteur ABM Altonaer Jugendarbeit e.V. a acquis le navire et l'a restauré de 1991 à 1996 sur l'ancien chantier naval de Lührs à Hambourg-Tollerort. Il a également restauré une caractéristique clé de ces bateaux de pêche, le vivier d'eau douce, où les prises pourraient être transportées vivantes.
L' association de soutien Altonaer Jugendarbeit e.V. a fait faillite entre-temps, après quoi l'association de soutien Jugend in Arbeit e.V. a repris le projet. Enfin, le 31 mai 1996, le lancement de la coque a été faite, suivi le 14 mai 1997, de l'inscription dans le registre des navires sous le numéro SSR 18 251. Le 23 mai 1997 a finalement eu lieu la première sortie. Depuis lors, l' association Freunde des Hochseekutters Landrath Küster exploite le cotre de Finkenwerder, qui appartient depuis 2002 à la Stiftung Hamburg Maritim .